# Vanessa Van Cartier
Vanessa Crokaert (3 december 1979), beter bekend onder de artiestennaam Vanessa Van Cartier, is een Belgisch-Nederlandse drag queen uit Rotterdam. Ze is vooral bekend als winnaar van het tweede seizoen van Drag Race Holland. Ze werd de derde transgender vrouw die won. Eerder won ze ook Miss Continental 2019.
Vanessa Van Cartier is de "drag mother" van Envy Peru, de winnaar van seizoen 1. Sinds april 2022 is ze te zien als jurylid en coach in het RTL 4-programma Make Up Your Mind. Later verscheen ze tevens als jurylid in de Vlaamse Make Up Your Mind en in de Italiaanse versie, Non Sono Una Signora.
In 2023 was Van Cartier een van de mensen die gevolgd werd in What a Drag, de documentaire over Vlaamse drag queens die in december 2023 op Streamz uitkwam.

## Televisie
| Jaar       | Titel                         | Rol                   | Notities                                |
| ---------- | ----------------------------- | --------------------- | --------------------------------------- |
| 2021       | Drag Race Holland (seizoen 2) | deelnemer             | winnaar                                 |
| 2022-heden | Make Up Your Mind             | jurylid en coach      | Nederlandse versie                      |
| 2022       | Bring Back My Girls           | gast                  | één aflevering                          |
| 2023       | Drag Race Belgique            | jurylid               | één aflevering                          |
| 2023       | Make Up Your Mind             | jurylid en coach      | Vlaamse versie                          |
| 2023       | What a Drag                   | zichzelf              | documentaire serie                      |
| 2023       | Non Sono Una Signora          | hoofdjurylid en coach | Italiaanse versie van Make Up Your Mind |

## Discografie
| Jaar | Titel                                                                                 |
| ---- | ------------------------------------------------------------------------------------- |
| 2021 | Vieren (castversie) (Famke Louise featuring The Cast of Drag Race Holland, Seizoen 2) |